# Blackfoot (groupe)
Pour les articles homonymes, voir Blackfoot.
Blackfoot est un groupe américain de hard rock sudiste, originaire de Jacksonville, en Floride.

## Historique
Le groupe est formé à 1970 à Jacksonville, en Floride. Il comprend deux musiciens intérimaires d'un Lynyrd Skynyrd alors à ses débuts. Il s'agit du bassiste Greg T. Walker et du guitariste-chanteur Rickey Medlocke (qui tenait alors la batterie) et qui ont joué en l'absence de Bob Burns et de Leon Wilkeson. La particularité du groupe est de compter, avec Jakson Spires le batteur, trois authentiques Indiens dans ses rangs[réf. nécessaire], rien d'étonnant donc quant au nom du groupe, puisque les Black Feet (pluriel de Black Foot), c'est-à-dire les Pieds Noirs, sont le nom d'une tribu d'Indiens. Seul le guitariste Charlie Hargrett représente les blancs du sud des États-Unis[réf. nécessaire].
Le groupe se sépare en 1984. Rickey Medlocke tente une reformation en 1987 avant de rejoindre Lynyrd Skynyrd en 1996. 
Blackfoot se reforme en 2004, mais sans Rickey Medlocke et Ken Hensley (ancien membre du groupe Uriah Heep arrivé dans les années 80). Bobby Barth (issu du groupe Axe et guitariste pour Blackfoot en 1985) assure alors le rôle de chanteur. Le décès de Jakson Spires en mars 2005 n'empêche pas le groupe de continuer bien que celui-ci ait été le compositeur principal aux côtés de Rickey Medlocke - voire tout seul comme sur le premier album du groupe No Reservations. Jay Johnson (du Rossington Band et Southern All Stars) fera une « pige » dans le groupe à la troisième guitare et au chant ainsi que Michael Sollars à la batterie. Blackfoot sort alors en 2007 un double CD/DVD live Train Train. Puis Mike Estes ancien guitariste de Lynyrd Skynyrd prend la place de Bobby Barth obligé de se retirer pour des raisons de santé.
En 2012, Rickey Medlocke interdira par voie de justice à Greg T. Walker et Charlie Hargrett de continuer à se produire sous le nom de Blackfoot. Il mettra sur pied un groupe de quatre musiciens inconnus qui joueront sur scène le répertoire de Blackfoot et perpétueront ainsi la légende de la formation de Jacksonville. Cette formation doit entrer en studio avec Rickey Medlocke aux manettes puisqu'il supervisera la production et l'écriture des morceaux. Même si le groupe ne comprend plus les membres fondateurs en l'état, Rickey Medlocke se joint à eux pour quelques concerts.

## Membres
- Rickey Medlocke - chant, guitare
- Jakson Spires (†)- batterie, chœurs
- Greg T. Walker - basse, chœurs
- Charlie Hargrett - guitare
- Ken Hensley - claviers, guitare

## Discographie
- 1975 : No Reservations
- 1976 : Flying High
- 1979 : Strikes
- 1980 : Tomcattin'
- 1981 : Marauder
- 1982 : Highway Song Live (live)
- 1983 : Siogo
- 1984 : Vertical Smiles
- 1987 : Rick Medlocke & Blackfoot
- 1990 : Medicine Man
- 1994 : After The Reign
- 1999 : Live on the King Biscuit Flower Hour (live)
- 2007 : Train Train Live CD -DVD (live) réédité en 2011 sous le titre Fly Away - Live
- 2016 : Southern Native